# Jacques Daroy
Pierre René Jacques Louis Schenk dit Jacques Daroy, né dans le 2e arrondissement de Paris le 13 mars 1896 et mort en 1963, est un acteur, réalisateur, scénariste et producteur de cinéma français.

## Biographie
Jacques Daroy débute comme acteur au théâtre d'abord sous son véritable nom puis sous son nom de scène.
Incorporé dans l'artillerie en avril 1915, il est nommé brigadier motocycliste en novembre 1917. Il suit les cours de l'école militaire d'artillerie de mai à août 1918 et en sort avec le grade d'aspirant. Renvoyé au Front, il est décoré de la Croix de guerre pour son courage en tant qu'officier observateur au 451e régiment d'artillerie lourde. Démobilisé en septembre 1919, il est promu sous-lieutenant de réserve.
Après avoir été rendu à la vie civile, Jacques Daroy devient régisseur de théâtre, fonde une troupe et écrit des pièces de théâtre.
Il entre dans le cinéma après avoir été engagé comme directeur artistique par le producteur Pierre Braunberger. Il participe notamment au film d'Augusto Genina et Marc Allégret, Les Amours de minuit en 1931. Il réalise des courts métrages destinés aux enfants, notamment Riri et Nono en vacances (1932).
De 1934 à 1939, il met en scène cinq longs métrages, dont Cartouche (1934) ; La Guerre des gosses (première adaptation de La Guerre des boutons de Louis Pergaud) avec, parmi les tout jeunes acteurs, Marcel Mouloudji et Charles Aznavour (1936) ; Vidocq (1939).
Il est mobilisé comme lieutenant de réserve dans le service des chemins de fer en 1939.
Il épouse à Paris en 1944 l'actrice Annie Hémery.
Après la Libération, il tourne notamment la série des Inspecteur Sergil avec Paul Meurisse, adaptée de ses romans publiés sous le nom de Jack Rey (trois films entre 1947 et 1952) ; Rumeurs (1947) ; Une belle garce avec Ginette Leclerc (1948). Son dernier film, Monsieur Scrupule gangster sort en août 1953.
On perd sa trace après un dernier rôle dans un téléfilm de Louis Boxus, L'Affaire Courtois, diffusé par la Radiodiffusion-télévision belge le 1er mai 1959. Il avait alors 63 ans.

## Filmographie

### Comme réalisateur
- 1932 : Riri et Nono en vacances
- 1934 : Cartouche
- 1935 : Cinquième au d'ssus (moyen métrage)
- 1935 : Vogue, mon cœur
- 1936 : La Guerre des gosses
- 1938 : La Bâtarde ou Le Mariage de Verena[8]
- 1939 : Vidocq
- 1946 : Raboliot
- 1947 : Inspecteur Sergil
- 1947 : La Dame de Haut-le-Bois
- 1947 : Rumeurs
- 1948 : Une belle garce
- 1948 : Sergil et le Dictateur
- 1949 : La Maison du printemps
- 1949 : Le Droit de l'enfant
- 1949 : La Passagère
- 1951 : Porte d'Orient
- 1952 : Sergil chez les filles
- 1953 : Le Club des 400 coups
- 1953 : Monsieur Scrupule gangster

### Comme producteur
- 1952 : Sergil chez les filles
- 1953 : Le Club des 400 coups
- 1953 : Monsieur Scrupule gangster

### Comme scénariste
- 1945 : L'Extravagante Mission
- 1948 : Sergil et le Dictateur
- 1949 : Le Droit de l'enfant (sous le nom de Jack Rey)
- 1952 : Sergil chez les filles

### Comme acteur
- 1942 : Chambre 13 d'André Hugon : le commanditaire
- 1959 : L'Affaire Courtois, téléfilm belge de Louis Boxus

## Distinction
- Croix de guerre 1914-1918 avec étoile de bronze.